# 东场镇
东场镇，是中华人民共和国广西壮族自治区钦州市钦南区下辖的一个乡镇级行政单位。

## 行政区划
东场镇下辖以下地区：
关塘村、六加村、高塘村、东场村、英窝村、白木村和上寮村。